# Arhacia fascis
Arhacia fascis är en fjärilsart som beskrevs av William Schaus 1890. Arhacia fascis ingår i släktet Arhacia och familjen tandspinnare. Inga underarter finns listade i Catalogue of Life.